# Time of the Season
Time of the Season — песня британской рок-группы The Zombies, вышедшая в 1968 году на альбоме Odessey and Oracle. Написана клавишником Родом Аргентом. Записана компанией Abbey Road Studios в августе 1967 года.

## Информация
Несколько других песен из альбома Odessey and Oracle вышли синглом до Time of the Season. Columbia Records поддержали альбом и этот сингл по настоянию нового представителя A&R Эла Купера. Один из синглов, выпущенный Columbia, вышел под некоммерческим лейблом «Butcher's Tale», который мог привлечь внимание как антивоенное высказывание, которые были тогда популярны. Time of the Season была выпущена только по настоянию Купера, на второй стороне в Великобритании вместе с I'll Call You Mine, и не имела успеха. После предыдущего провала, "Time Of The Season", вместе с другим провалившимся в Великобритании синглом, "Friends Of Mine", прорвался в начале 1969 года, больше чем через год после распада группы. Сингл занял третье место в Billboard Hot 100 в марте, возглавил чарт журнала «Cashbox» и стал самым популярным в Канаде. Он не входил в чарты в родной Великобритании, но Род Аргент сказал, что сингл стал "классическим в Великобритании, но никогда не был хитом". В середине 1969 года сингл достиг своего пика в Южной Африке, заняв второе место в хит-параде.
В 1998 году компания Big Beat Records выпустила CD альбома Odessey and Oracle с оригинальными стерео- и моно-версиями песни. CD также включал в себя новую ремиксную альтернативную версию песни с инструменталом и пением хора. Эта инструментальная поддержка имеет ремикс оригинальной стерео- и моно-версии 1968 года с а капелла.
Музыкальный критик Антонио Мендез назвал сингл одним из лучших из альбома Odessey and Oracle.
Милуокский сайт Third Coast Daily.com назвал сингл "чем-то из контркультурных гимнов".
В 2012 году NME поместил трек на тридцать пятое место одного из лучших песен 1960-х годов.

## В популярной культуре
Песня «Time of the Season» играет в фильмах:
- «Пробуждение» (1990), в сцене, где Леонард Лоу (Роберт Де Ниро) спрашивает доктора Сейзера (Робина Ульямса), что играет по радио;
- «Друзья» (сериал), 3-й сезон, 6-я серия.
- «Верхом на пуле» (2004), в самом начале фильма.
- «Дорогая Венди» (2005) сквозная тема.
- «Круэлла» (2021).
- "Angel dust" (1994), в титрах и вступление звучит в отдельных сценах фильма
- Также в фильме "Заклятие" 2013
- "Симпсоны" (мультсериал), серия "D’oh-in in the Wind»"